# Підтвердження відповідності
Підтвердження відповідності — видача документа (декларація про відповідність або сертифікат відповідності) на основі рішення, яке приймається після проведення відповідних (необхідних) процедур оцінки відповідності, що довели виконання встановлених вимог.
Оцінка відповідності — доказування, що встановлені вимоги до продукції, процесу, системи, особи або органу виконано шляхом випробування, здійснення контролю або сертифікації.